# Ällsjön (Bräkne-Hoby socken, Blekinge)
Ällsjön är en sjö i Ronneby kommun i Blekinge och ingår i Vierydsåns huvudavrinningsområde. Sjön är 6,3 meter djup, har en yta på 0,0718 kvadratkilometer och befinner sig 60,1 meter över havet.

## Delavrinningsområde
Ällsjön ingår i det delavrinningsområde (624548-145881) som SMHI kallar för Utloppet av Årsjön. Medelhöjden är 78 meter över havet och ytan är 13,38 kvadratkilometer. Räknas de 4 avrinningsområdena uppströms in blir den ackumulerade arean 56,02 kvadratkilometer. Avrinningsområdets utflöde Vierydsån mynnar i havet. Avrinningsområdet består mestadels av skog (67 %). Avrinningsområdet har 1,24 kvadratkilometer vattenytor vilket ger det en sjöprocent på 9,3 %. Bebyggelsen i området täcker en yta av 0,98 kvadratkilometer eller 7 % av avrinningsområdet.